# Medalia lui Francesco Sforza

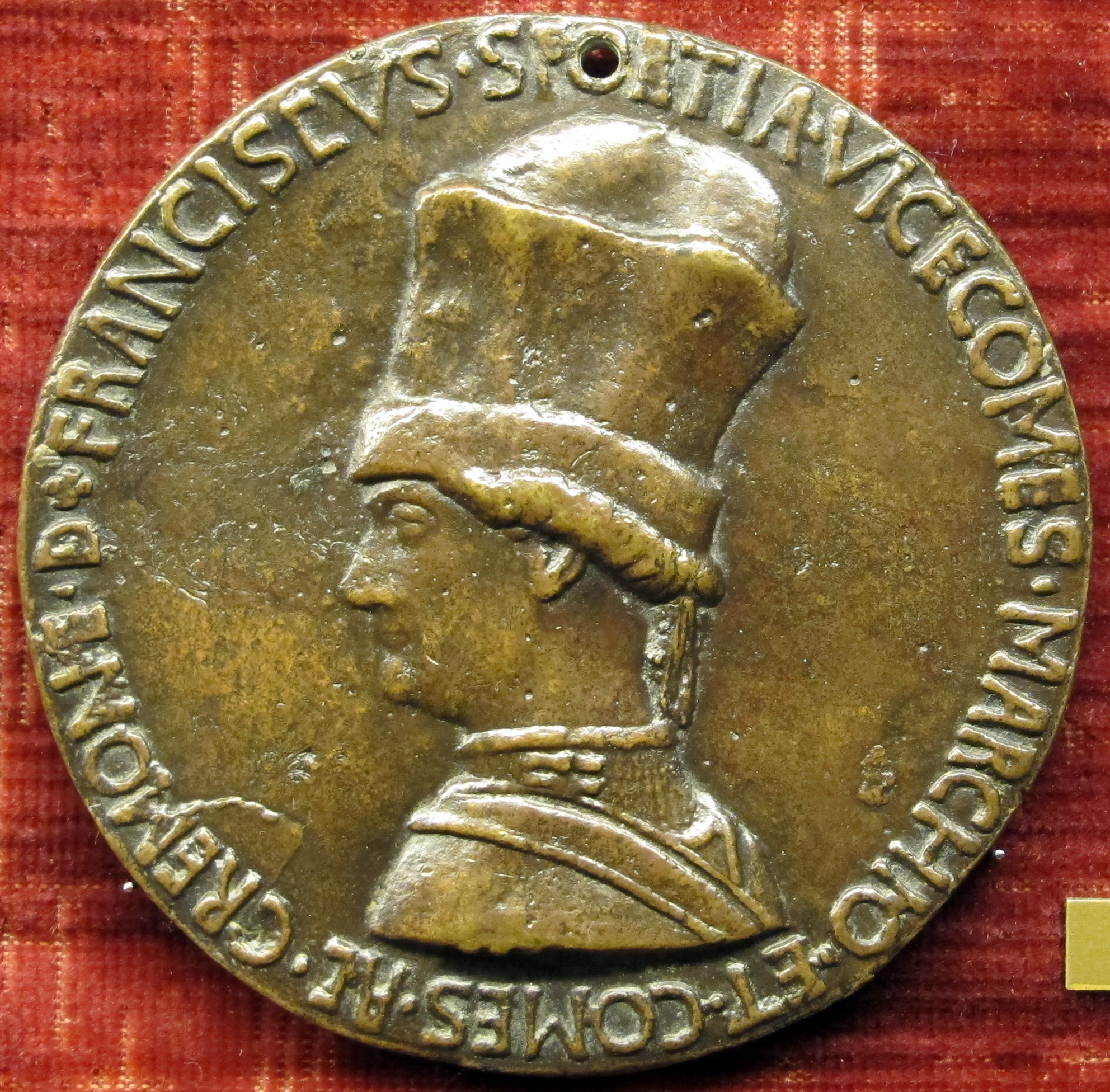
Medalia lui Francesco Sforza, avers, Bargello, Florența

Medalia lui Francesco Sforza a fost realizată din bronz de către artistul italian Pisanello prin anul 1442 și are diametrul de 8,8 cm.

## Istorie
După ce a creat celebra medalie a lui Ioan al VIII-lea Paleologul (1438), restabilind tradiția așezării unor efigii ale unor persoane în viață, ca și pe monedele romane, Pisanello a fost foarte solicitat de către curțile italiene, creând vreo douăzeci de medalii.
Printre primele medalii realizate a fost cea a lui Francesco Sforza, datată în 1442, când artistul a fost reținut cu forța la Veneția, din cauza unor neînțelegeri ale acesteia cu orașul său natal, Verona.

## Descriere

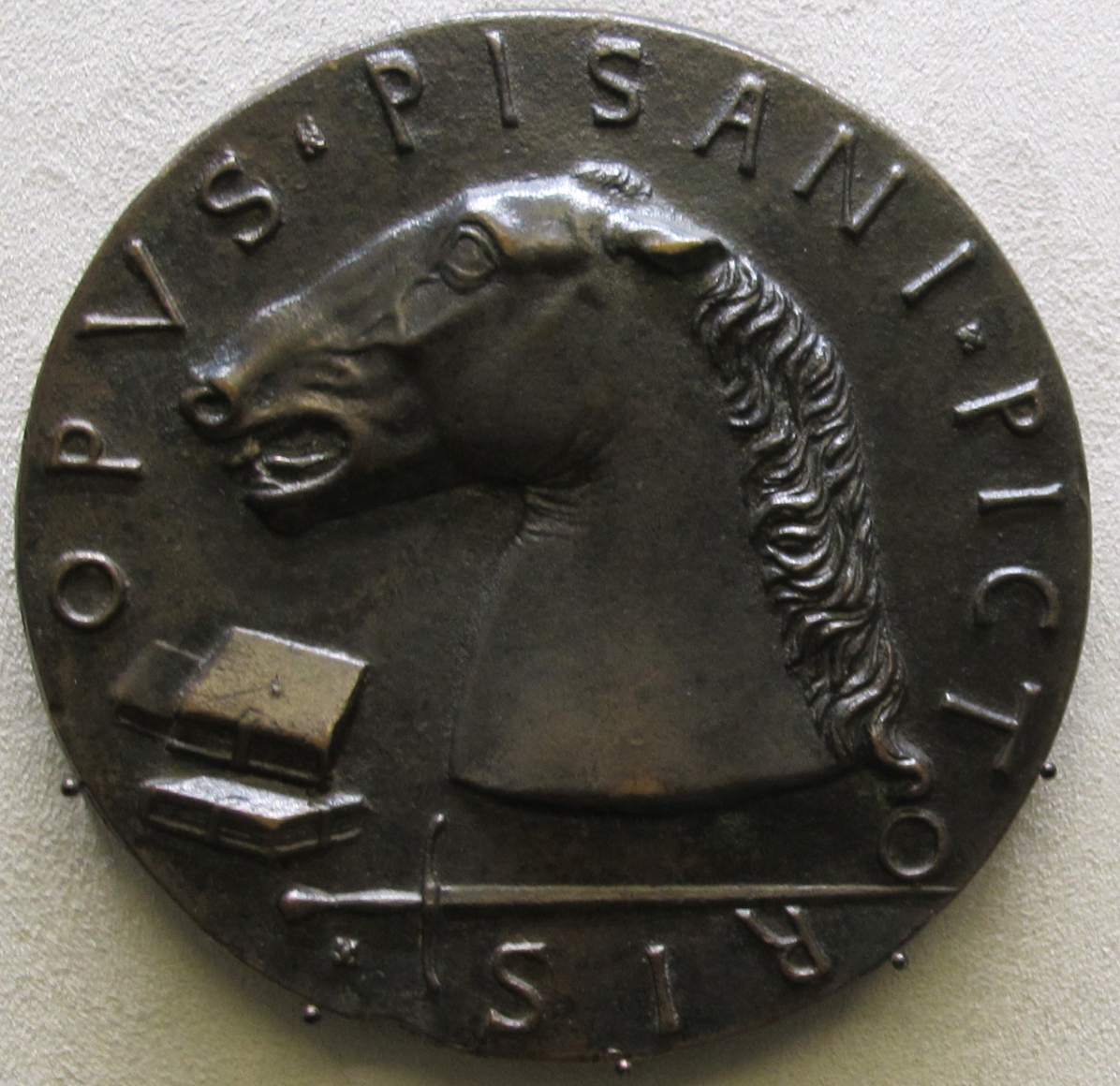
Medalia lui Francesco Sforza, revers (Vd. Descriere)

Lucrarea a fost creată cu intenția clară de celebrare, în mod cinstit fără retorică gratuită, fiind capabilă să sublinieze autoritatea persoanei reprezentate, cu o utilizare restrânsă a elementelor decorative.
Pe aversul medaliei, este gravată efigia lui Francesco Sforza, în formă de bust spre stânga, purtând o beretă înaltă. Circular, pe marginea medaliei, putem citi înscrisul în latină FRANCISVS SFORTIA VICECOMES MARCHIO ET COMES AC CREMONE (în română: „Francesco Sforza-Visconti, marchiz și conte al Cremonei”).

În epoca respectivă, Sforza tocmai se căsătorise cu Bianca Maria Visconti și obținuse titlul de conte al Cremonei, presupunându-se, prin aceasta, că va fi moștenitor direct al dinastiei Visconti, reușind să domnească în Milano, din 1450.
Pe revers, este reprezentat un cap de cal, spre stânga, cu trei cărți închise și un stilet alungit. Circular, pe marginea medaliei, se citește semnătura artistului: OPVS PISANI PICTORIS (în română, „Operă a pictorului Pisan[ell]o”).